# Cuadratín
| Detalles | Dimensiones                                                                |
| --- | -------------------------------------------------------------------------- |
| 1. Contraespacio 2. Tipo de letra 3. Núcleo 4. Cono 5. Zona axilar 6. Tipometría 7. Signatura 8. Ranura de vertido | a. Encabezado b. Altura a+b. Altura de fuente c. Ancho d. Espesor / altura |

Fondo amarillo: cuadrado, medio y cuarto de cuadrado

Esquema de un tipo de impresión en plomo. Se aplica al cuadrado c = d, entonces el área corresponde a d².

El cuadratín era una pieza en forma de paralelepípedo utilizado en imprenta como espaciador de metal. Es la unidad de medida de los cuadrados y de los espacios. Tiene tantos puntos como el cuerpo al que pertenezca. Así, por ejemplo, un cuadratín de cuerpo 8 tendrá ocho puntos.
En el cuerpo 12 el cícero y el cuadratín coinciden.
Comparación de los cuadratines en la impresión tipográfica. En amarillo, el nombre de la clasificación de metal fundido y en negro, el nombre del carácter de espacio en blanco al Unicode correspondiente.
Ambos están codificados como caracteres en el bloque de código de puntuación general del conjunto de caracteres Unicode como U+2000   EN QUAD y U+2001    EM QUAD, que también se definen como canónicamente equivalentes a U+2002    EN SPACE y U+2003    EM SPACE respectivamente.
El marcador LaTeX utiliza \quad para un em quad, tiene otras secuencias de escape de espacios relacionados en blanco.

## Historia
En 1683, en el libro de Joseph Moxon sobre el arte de la impresión, son testimonio de los términos m y n quadrat.

Y como hay tres alturas o tamaños a considerar en las letras cortadas en el mismo cuerpo, también hay tres tamaños a considerar con respecto a los grosores de todas las letras, cuando se deben forjar los punches: algunos tienen un grosor m, por grosor de m se entiende un grosor de cuadrat m, que es exactamente tan grueso como alto es el cuerpo: algunos tienen un grosor de n; es decir, un grosor de n cuadrantes, es decir, un cuadrado de espesor, es decir, la mitad del espesor de la altura del Cuerpo: Y algunos tienen un espesor de Espacio; es decir, un cuarto del espesor de la altura del cuerpo; aunque [...] llamaremos a estos espacios, «espacios gruesos».

En 1771, la primera edición de la Enciclopedia Británica, dice:

Quadrat, en impresión la pieza de metal fundida como las letras, para rellenar los espacios vacíos entre las palabras, etc. Hay cuadrantes de diferentes tamaños, como m-cuadrantes, n-cuadrantes, etc., que son, respectivamente, de las dimensiones de estas letras.

| Signo tipográfico        | HTML entity | XML/XHTML | XML/XHTML   | Unicode | TeX/LaTeX                   |
| Signo tipográfico        | HTML entity | decimal   | hexadecimal | Unicode | TeX/LaTeX                   |
| ------------------------ | ----------- | --------- | ----------- | ------- | --------------------------- |
| Doppelgeviert            |             |           |             |         | \qquad                      |
| Geviert                  | &emsp;      | &#8195;   | &#x2003;    | U+2003  | \quad                       |
| Halbgeviert              | &ensp;      | &#8194;   | &#x2002;    | U+2002  | \enskip bzw. \enspace       |
| Drittelgeviert           | &emsp13;    | &#8196;   | &#x2004;    | U+2004  | \hskip .33333em\relax       |
| Viertelgeviert           | &emsp14;    | &#8197;   | &#x2005;    | U+2005  | \hskip .25em\relax          |
| Fünftelgeviert           | &thinsp;    | &#8201;   | &#x2009;    | U+2009  | \hskip .2em\relax           |
| Sechstelgeviert          |             | &#8198;   | &#x2006;    | U+2006  | \thinspace                  |
| Achtelgeviert            |             |           |             |         | \hskip .125em\relax         |
| Doppelgeviertstrich (⸺)  |             | &#11834;  | &#x2E3A;    | U+2E3A  | \char"2E3A (benötigt XeTeX) |
| Raya (—)                 | &mdash;     | &#8212;   | &#x2014;    | U+2014  | --- bzw. \textemdash        |
| Dreiviertelgeviertstrich |             |           |             |         | \textthreequartersemdash    |
| Zweidrittelgeviertstrich |             |           |             |         | \texttwelveudash            |
| Semirraya (–)            | &ndash;     | &#8211;   | &#x2013;    | U+2013  | -- bzw. \textendash         |
| Guion (‐)                |             | &#8208;   | &#x2010;    | U+2010  |                             |
| Signo menos (-)          |             | &#45;     | &#x2D;      | U+002D  | -                           |
| Minuszeichen (−)         | &minus;     | &#8722;   | &#x2212;    | U+2212  | \minus bzw. $-$             |